# Goldmania
Goldmania là một chi chim trong họ Trochilidae.

## Các loài
Có 2 loài trong chi này:
- Goldmania violiceps
- Goldmania bella